# Eteimbes
Eteimbes é uma comuna francesa na região administrativa de Grande Leste, no departamento Alto Reno. Estende-se por uma área de 4,94 km². Em 2010 a comuna tinha 383 habitantes (densidade: 77,5 hab./km²).